# Foersteria puber
Foersteria puber är en stekelart som först beskrevs av Alexander Henry Haliday 1835.  Foersteria puber ingår i släktet Foersteria och familjen bracksteklar. Arten är reproducerande i Sverige. Inga underarter finns listade i Catalogue of Life.